# قصر الإمبراطور تراجان
قصر الإمبراطور ترجان هو قصر يقع في الجهة الشرقية من مدينة بصرى (جنوب سورية). حدده هوارد بتلر على أنه قصر الحاكم الروماني في بصرى، لكن الدراسات الحديثة بينت أنه قصر أسقفي يعود إلى القرنين الخامس والسادس الميلاديين. 
تم إعادة استخدام أجزاء من مبنى من العصرين النبطي والروماني. تبلغ مساحته 1850 متر مربع وبني على مستوى طابقين تتوسطه باحة مركزية وتتقدم الأعمدة الغرف في الجهتين الشمالية والجنوبية في الطابقين وبالإضافة إلى ذلك أظهرت الدراسات أن غرف الطابق الأرضي خصصت للخدمات المختلفة من تخزين المواد والماء وإيواء الحيوانات، أما الطابق العلوي فقد خصص للاستقبال والمعيشة.